# Liste belgischer Sänger
Alphabetische Liste belgischer Sänger und Sängerinnen aller Musikrichtungen. Einige Sänger sind wegen ihres Künstlernamens doppelt aufgeführt.

## A

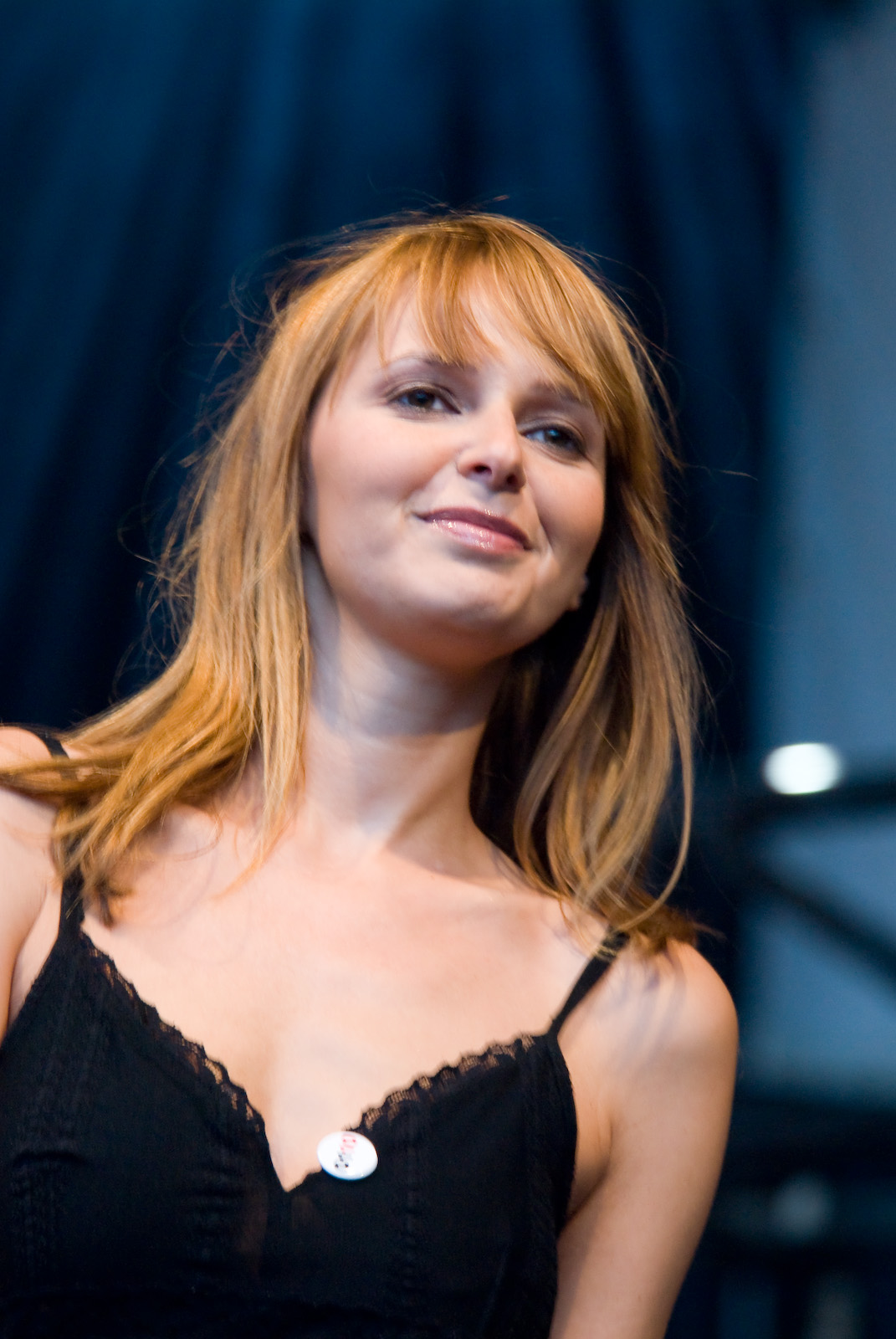
Isabelle A

- Isabelle A (* 1975)
- Salvatore Adamo (* 1943)
- Kathleen Aerts (* 1978)
- Angèle (* 1995)
- Ann Christy (1945–1984)
- Dick Annegarn (* 1952)
- Geike Arnaert (* 1979)
- Arno (1949–2022)

## B

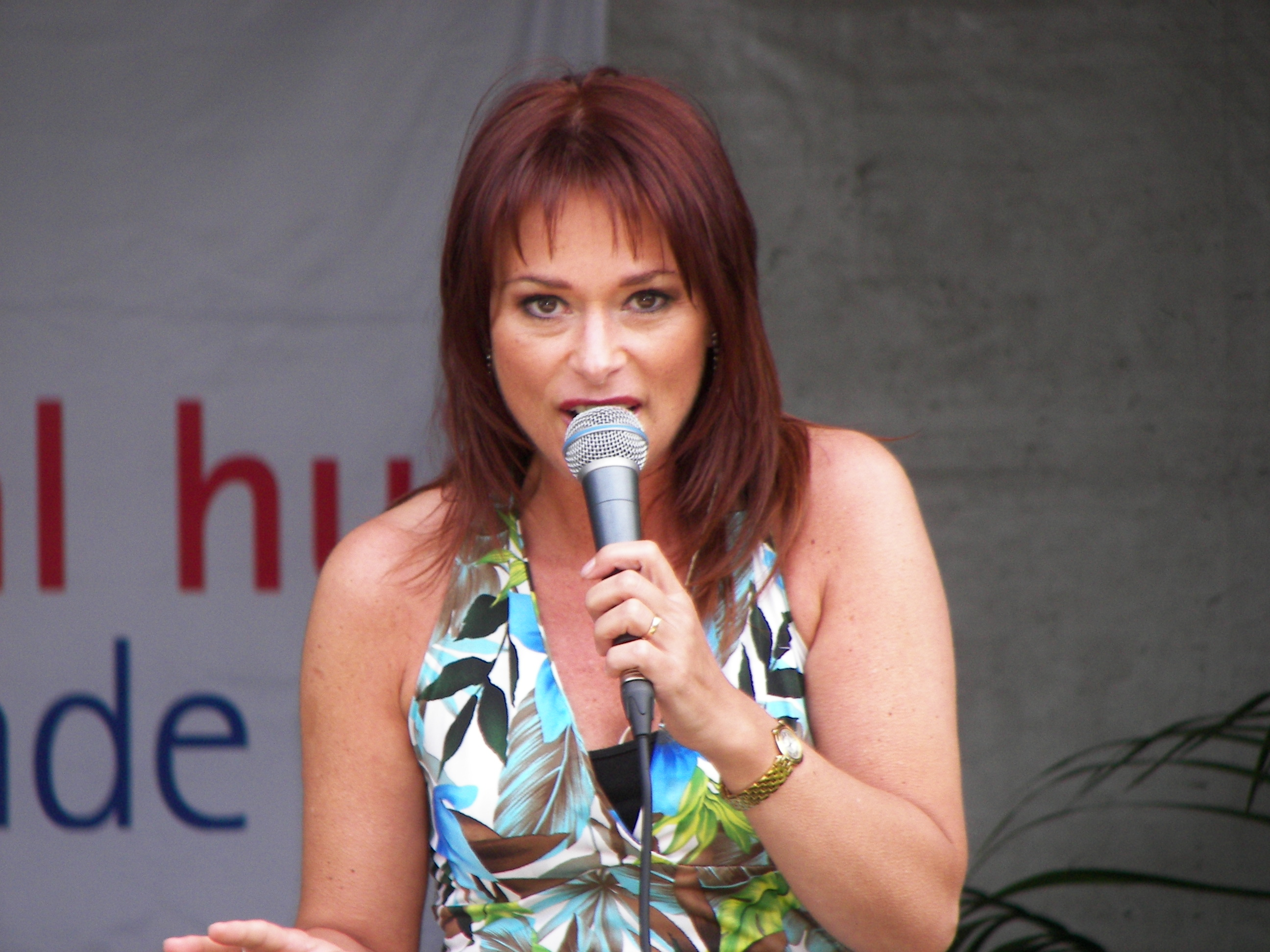
Lisa del Bo

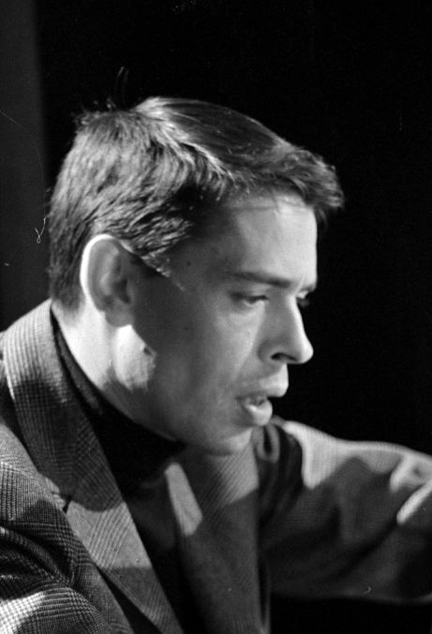
Jacques Brel

- Tom Barman (* 1972)
- Claude Barzotti (1953–2023)
- Roberto Bellarosa (* 1994)
- Bob Benny (1926–2011)
- Gert Bettens (* 1970)
- Sarah Bettens (* 1972)
- Solange Berry (1932–2018)
- Mira Bertels (* 1982)
- Silvy de Bie (* 1981)
- Freddy Birset (1948–2021)
- Lisa del Bo (* 1961)
- Jacques Brel (1929–1978)

## C
- Lily Castel (* 1937)
- Jonatan Cerrada (* 1985)
- Vanessa Chinitor (* 1976)
- Christoff (* 1976)
- Tiffany Ciely (* 1987)
- Curt Close (* 1975)
- Robert Cogoi (1939–2022)
- Mélanie Cohl (* 1982)
- Jan van der Crabben (* 1964)

## D
- José van Dam (* 1940)
- Karen Damen (* 1974)
- Danzel (* 1976)
- Melanie De Biasio (* 1978)
- Christoff De Bolle (* 1976)
- Kris De Bruyne (1950–2021)
- Jean-Luc De Meyer (* 1957)
- Eva De Roovere (* 1978)
- Lauren De Ruyck (* 1995)
- Petra De Steur (* 1972)
- Eddie Defacq (1933–2013)
- Gus Deloof (1909–1974)
- Barbara Dex (* 1974)
- Tom Dice (* 1989)
- Natalia Druyts (* 1980)
- Jacques Duvall (* 1952)

## E
- Frédéric Etherlinck (* 1968)
- Peter Evrard (* 1974)

## G

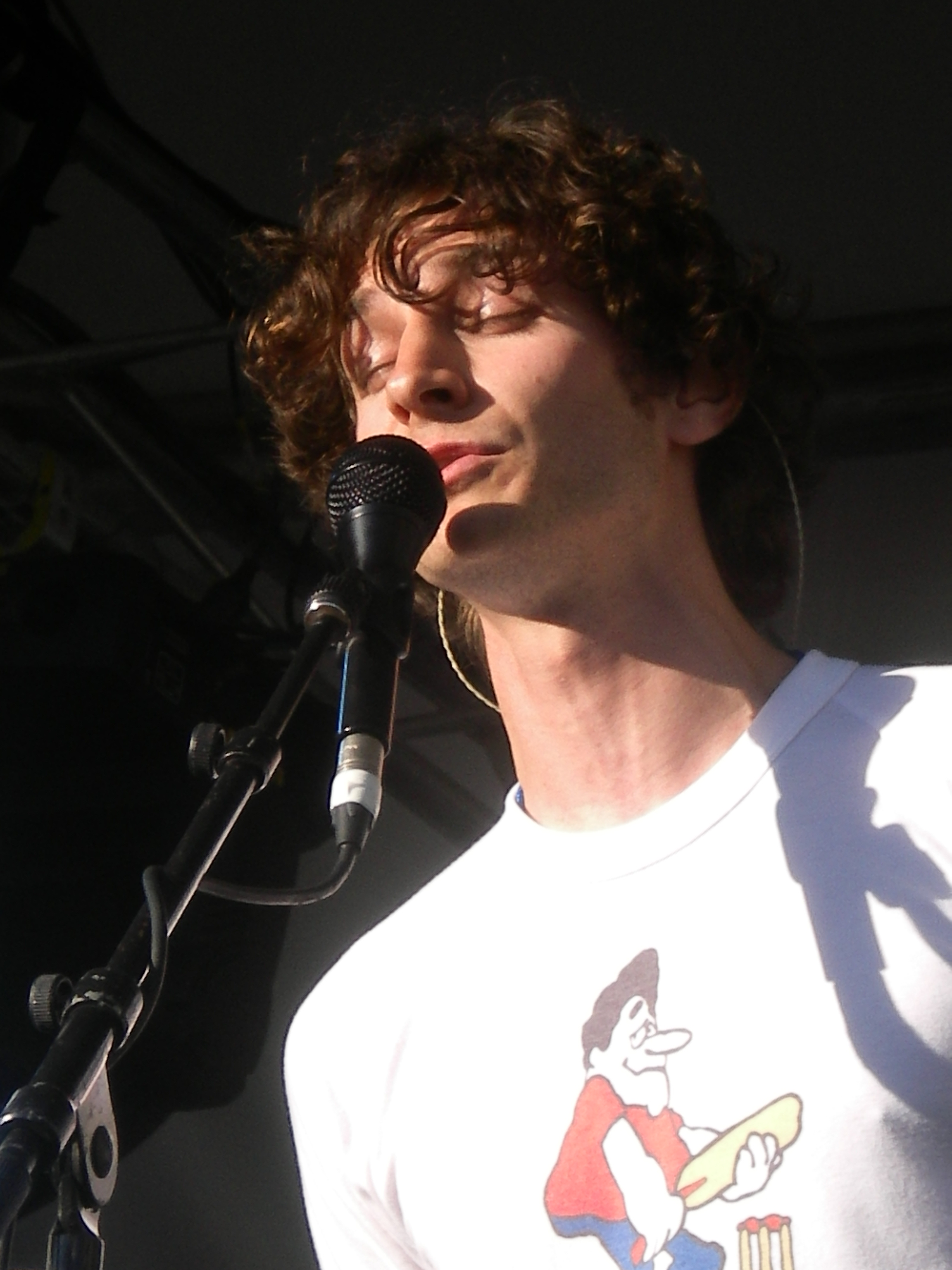
Gotye

- Christine Ghisoland (* 1946)
- Serge Ghisoland (* 1946)
- Rita Gorr (1926–2012)
- Gotye (* 1980)
- Walter Grootaers (* 1955)

## H
- Hadise (* 1985)
- Arno Hintjens → Arno
- Josje Huisman (* 1986)
- Jacques Hustin (1940–2009)

## I

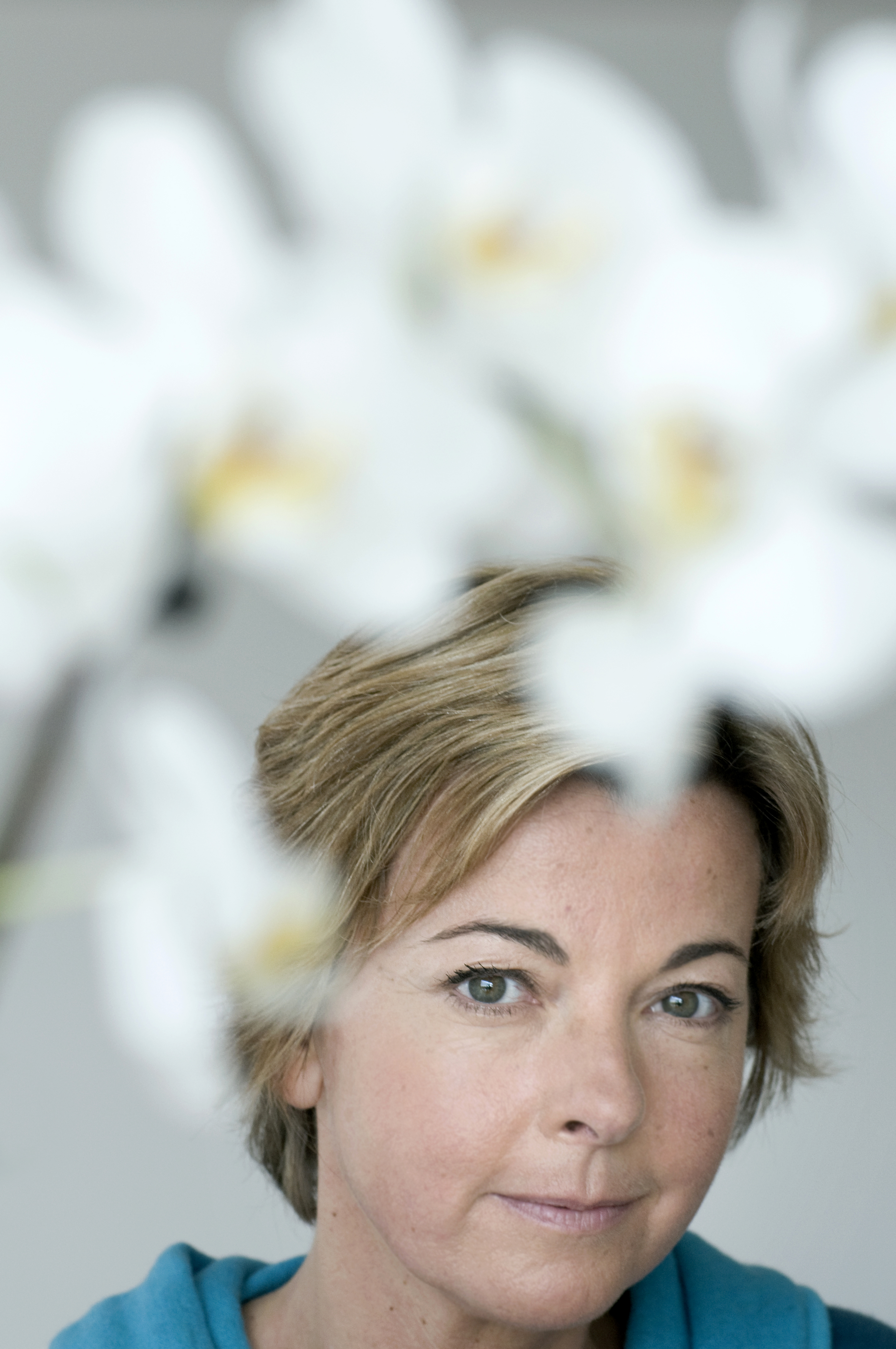
Ingeborg

- Ingeborg (* 1966)

## J
- Catherine Jauniaux (* 1955)
- Jeanette (Sängerin)
- Nicole Josy (1946–2022)

## K
- K3
- Bart Kaëll (* 1960)
- Sophie Karthäuser (* 1974)
- Sandra Kim (* 1972)
- Dani Klein (* 1953)
- Flip Kowlier (* 1976)

## L

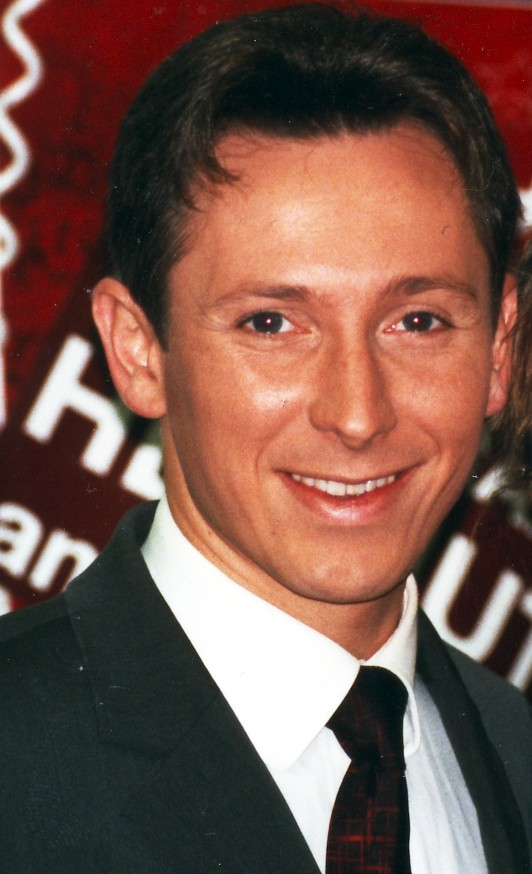
Helmut Lotti

- La Esterella (1919–2011)
- Philippe Lafontaine (* 1955)
- Viktor Lazlo (* 1960)
- Fud Leclerc (1924–2010)
- Leki (* 1978)
- Linda Lepomme (* 1955)
- Jan Leyers (* 1958)
- Liliane (* 1948)
- Lio (* 1962)
- Claude Lombard (1945–2021)
- Helmut Lotti (* 1969)
- Laura Lynn (* 1976)

## M
- Stella Maessen (* 1953)
- Mony Marc
- Lize Marke (* 1936)
- Maurane (1960–2018)
- Udo Mechels (* 1976)
- Linda Mertens (* 1978)
- Wim Mertens (* 1953)
- Micha Marah (* 1953)
- Frank Michael (* 1953)
- Michael Junior (* 1986)
- Paul Michiels (* 1948)
- Milow (* 1981)
- Mira (* 1982)
- Morgane (* 1975)

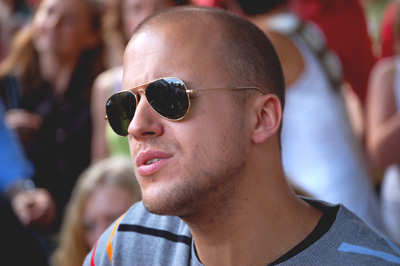
Milow

- Lisa Mostin (* 1983), im Ensemble der Deutschen Oper Berlin

## N
- Natalia (* 1980)
- Louis Neefs (1937–1980)
- Khadja Nin (* 1959)
- Helena Noguerra (* 1969)
- Jean Noté (1858–1922)
- Loïc Nottet (* 1996)

## O

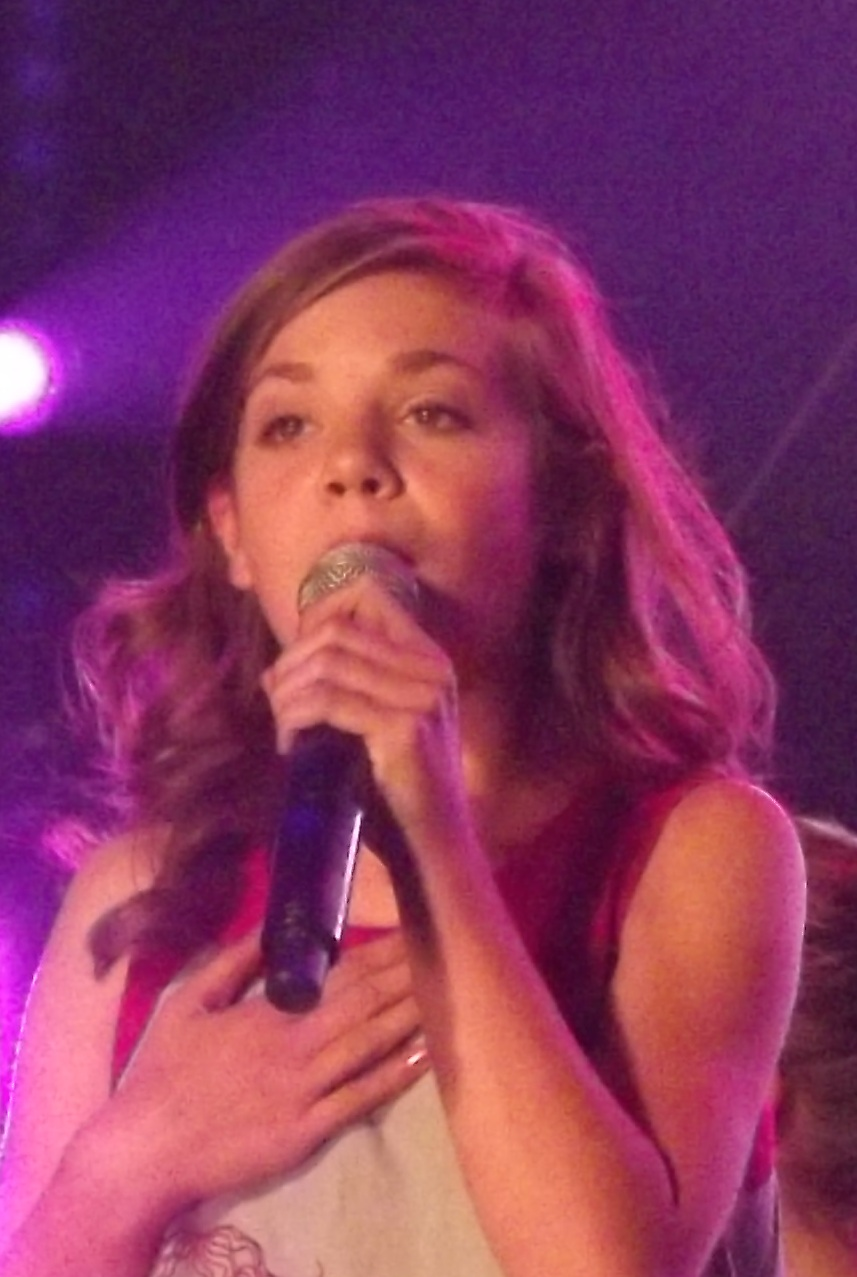
Laura Omloop

- Franck Olivier
- Laura Omloop (* 1999)
- Patrick Ouchène (* 1966)

## P
- Nathalie Pâque (* 1977)
- Sébastien Parotte (* 1984)
- Bart Peeters (* 1959)
- Micheline Pelzer (1950–2014)
- Regi Penxten (* 1976)
- Belle Pérez (* 1976)
- Dett Peyskens
- An Pierlé (* 1974)
- Plastic Bertrand (* 1954)

## R

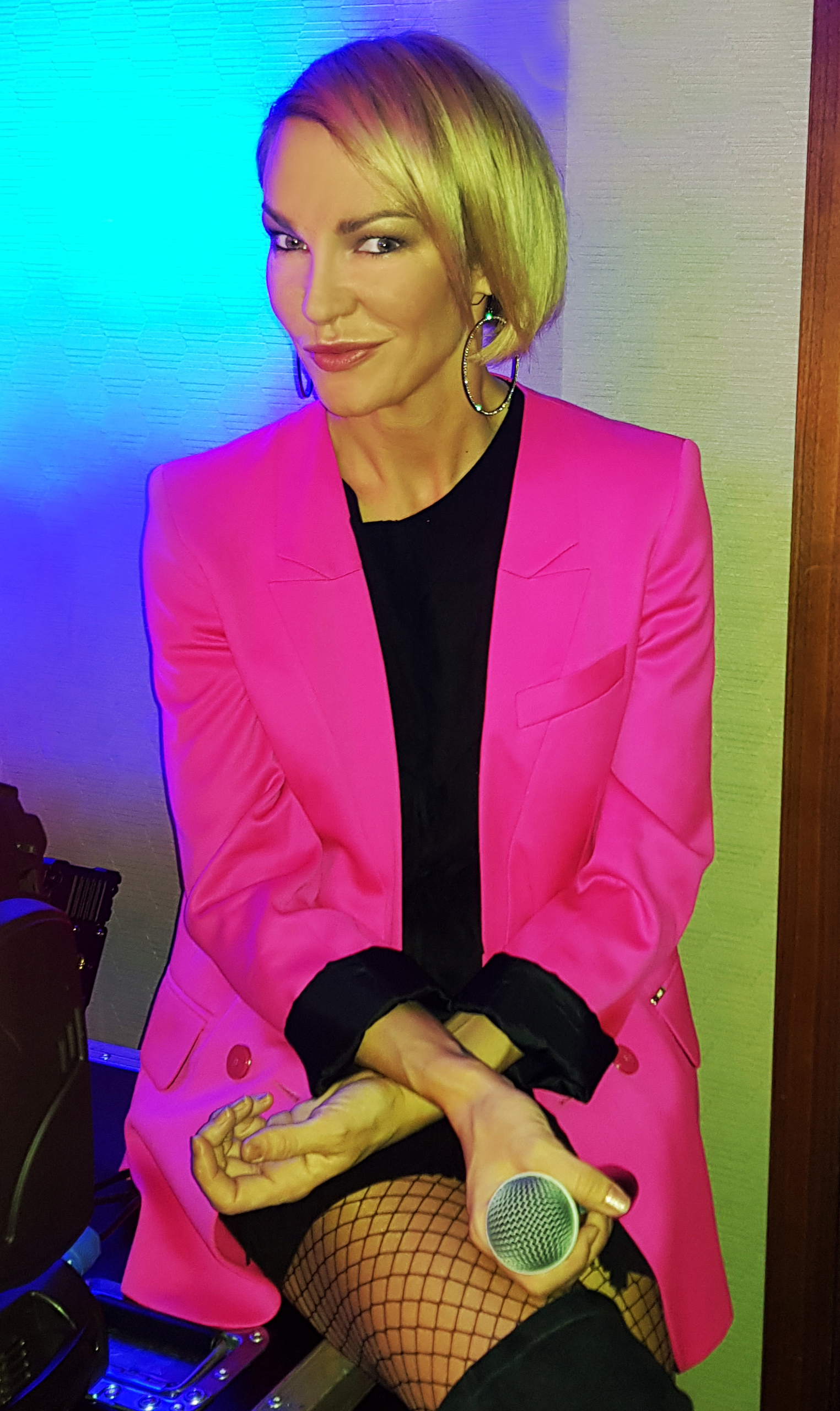
Kate Ryan

- Pierre Rapsat (1948–2002)
- Jacques Raymond (* 1938)
- Axelle Red (* 1968)
- Reynaert (1955–2020)
- Hilde van Roy
- Kate Ryan (* 1980)

## S
- Liliane Saint-Pierre (* 1948)
- Céline Scheen (* 1976)
- Bobbejaan Schoepen (1925–2010)
- Serge Schoonbroodt (* 1971)
- Ingeborg Sergeant (* 1966)
- Hugo Sigal (* 1947)
- Nathalie Sorce (* 1979)
- Sœur Sourire (1933–1985)
- Wim Soutaer (* 1974)
- Emly Starr (* 1957)
- Stella (* 1953)
- Stromae (* 1985)
- Selah Sue (* 1989)

## T

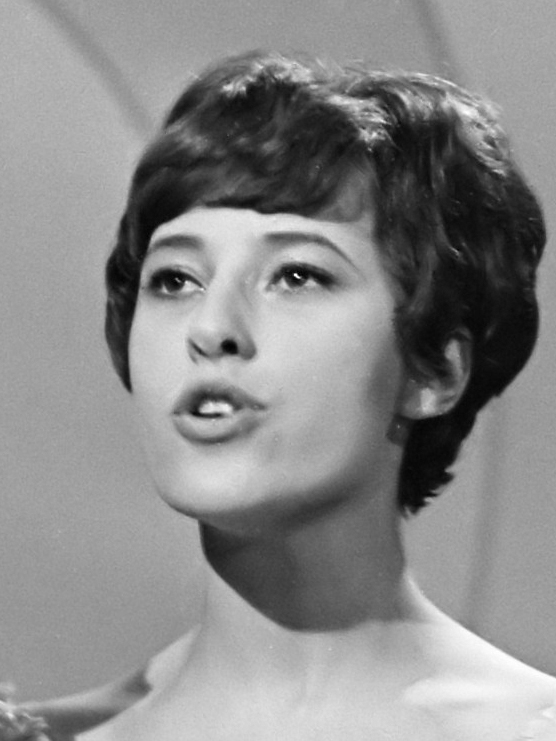
Tonia

- Annelies Tanghe
- Gunther Theys (* 1965)
- Tonia (* 1947)
- Will Tura (* 1940)

## V
- Jean Vallée (1941–2014)
- Jo Vally (* 1958)
- Roland Van Campenhout (* 1945)
- Bart Van den Bossche (1964–2013)
- Laura Van den Bruel (* 1995)
- Wannes Van de Velde (1937–2008)
- Jean-Michel Van Schouwburg (* 1955)
- Caroll Vanwelden (* 1971)
- Kristel Verbeke (* 1975)
- Walter Verdin
- Johan Verminnen (* 1951)

## W

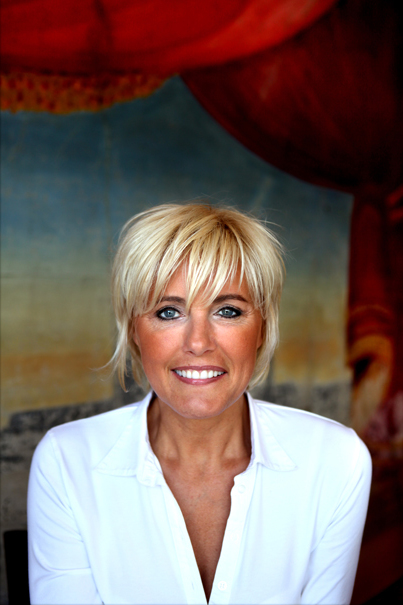
Dana Winner

- Eddy Wally (1932–2016)
- Dana Winner (* 1965)

## X
- Xandee (* 1978)

## Y
- Ya Kid K (* 1973)
- Yasmine (1972–2009)

## Z
- Jacques Zegers (* 1947)